# Софія Лілліс

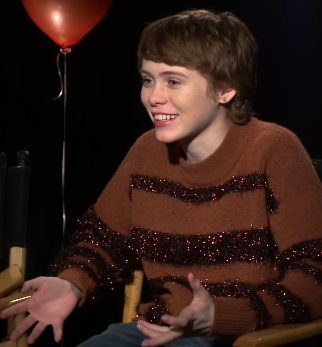
Лілліс в 2018 році

 Софі́я Лі́лліс (англ. Sophia Lillis, 13 лютого 2002, Нью-Йорк, США) — американська акторка кіно та телебачення. Найбільш відома завдяки своїй ролі Беверлі Марш у фільмі «Воно» 2017 року.

## Життєпис
Народилась 13 лютого 2002 року. Має польське, ірландське та швейцарське коріння. У Софії є брат-близнюк Джейк та зведений брат Філіп. З семи років займалась в акторській студії при Інституті театру та кіно Лі Страсберга.
Дебютувала в кіно у 2013 році, а першу роль в повнометражному фільмі отримала рік потому — в черговій екранізації комедії Шекспіра «Сон літньої ночі». В 2017 році виконала одну з головних ролей в екранізації роману Стівена Кінга — «Воно». В 2018 році виконала роль юної Камілли Прикер (дорослу Каміллу грає Емі Адамс) в телесеріалі каналу HBO «Гострі предмети».

## Фільмографія

### Фільми
| Рік  | Назва українською    | Оригінальна назва                   | Роль                                     |
| ---- | -------------------- | ----------------------------------- | ---------------------------------------- |
| 2014 | Сон літньої ночі     | A Midsummer Night's Dream           | Руд Елементал (англ. Rude Elemental)     |
| 2016 | 37                   | 37                                  | Деббі Бернштейн (англ. Debbie Bernstein) |
| 2017 | Воно                 | It                                  | Беверлі Марш (англ. Beverly Marsh)       |
| 2019 | —                    | Nancy Drew and the Hidden Staircase | Ненсі Дрю (англ. Nancy Drew)             |
| 2019 | Воно: Частина друга  | It Chapter Two                      | Беверлі Марш (в дитинстві)               |
| 2020 | —                    | Uncle Frank                         | Бет Бледсо (англ. Beth Bledsoe)          |
| 2020 | Гретель і Гензель    | Gretel & Hansel                     | Гретель (англ. Gretel)                   |
| 2023 | Підземелля і дракони | Dungeons & Dragons                  | Дорік (англ. Doric)                      |
| 2023 | Дорослі              | The Adults                          | Меггі (англ. Maggie)                     |
| 2023 | Місто астероїдів     | Asteroid City                       | Шеллі (англ. Shelly)                     |

### Серіали
| Рік  | Назва українською                 | Оригінальна назва                    | Роль                                                 |
| ---- | --------------------------------- | ------------------------------------ | ---------------------------------------------------- |
| 2012 | Справжні домогосподарки Нью-Йорка | The Real Housewives of New York City | Сама себе                                            |
| 2018 | Гострі предмети                   | Sharp Objects                        | Камілла Прикер (англ. Camille Preaker) (в дитинстві) |
| 2020 | Мене це не влаштовує              | I Am Not Okay with This              | Сідні Новак (англ. Sydney Novak)                     |
| 2020 | Діяти заради справи               | Acting for a Cause                   | Хелен / Епізод: "Джейн Ейр"                          |

### Музичні відео
| Рік  | Виконавець       | Оригінальна назва       |
| ---- | ---------------- | ----------------------- |
| 2017 | The War on Drugs | "Nothing to Find"       |
| 2017 | Sia              | "Santa's Coming for Us" |